# Stakčín
Stakčín es un municipio del distrito de Snina en la región de Prešov, Eslovaquia, con una población estimada a final del año 2024 de 2351 habitantes.
Se encuentra ubicado al este de la región, en el valle del río Cirocha (cuenca hidrográfica del río Tisza) y cerca de la frontera con Ucrania y Polonia.

## Demografía
| Año        | 1994 | 2004    | 2014    | 2024    |
| ---------- | ---- | ------- | ------- | ------- |
| Población  | 2460 | 2345    | 2454    | 2351    |
| Diferencia |      | −4,67 % | +4,64 % | −4,19 % |

| Año        | 2023 | 2024    |
| ---------- | ---- | ------- |
| Población  | 2350 | 2351    |
| Diferencia |      | +0,04 % |